# ورزشگاه متالورگ، آلاوردی
ورزشگاه متالورگ (ارمنی: Մետալուրգ Մարզադաշտ) ورزشگاه فوتبال در آلاوردی، ارمنستان و ورزشگاه خانگی باشگاه فوتبال دبد بود.
این ورزشگاه در سال ۱۹۷۰ میلادی ساخت شده است و ظرفیت آن ۷۴۳ نفر است.

## نگارخانه

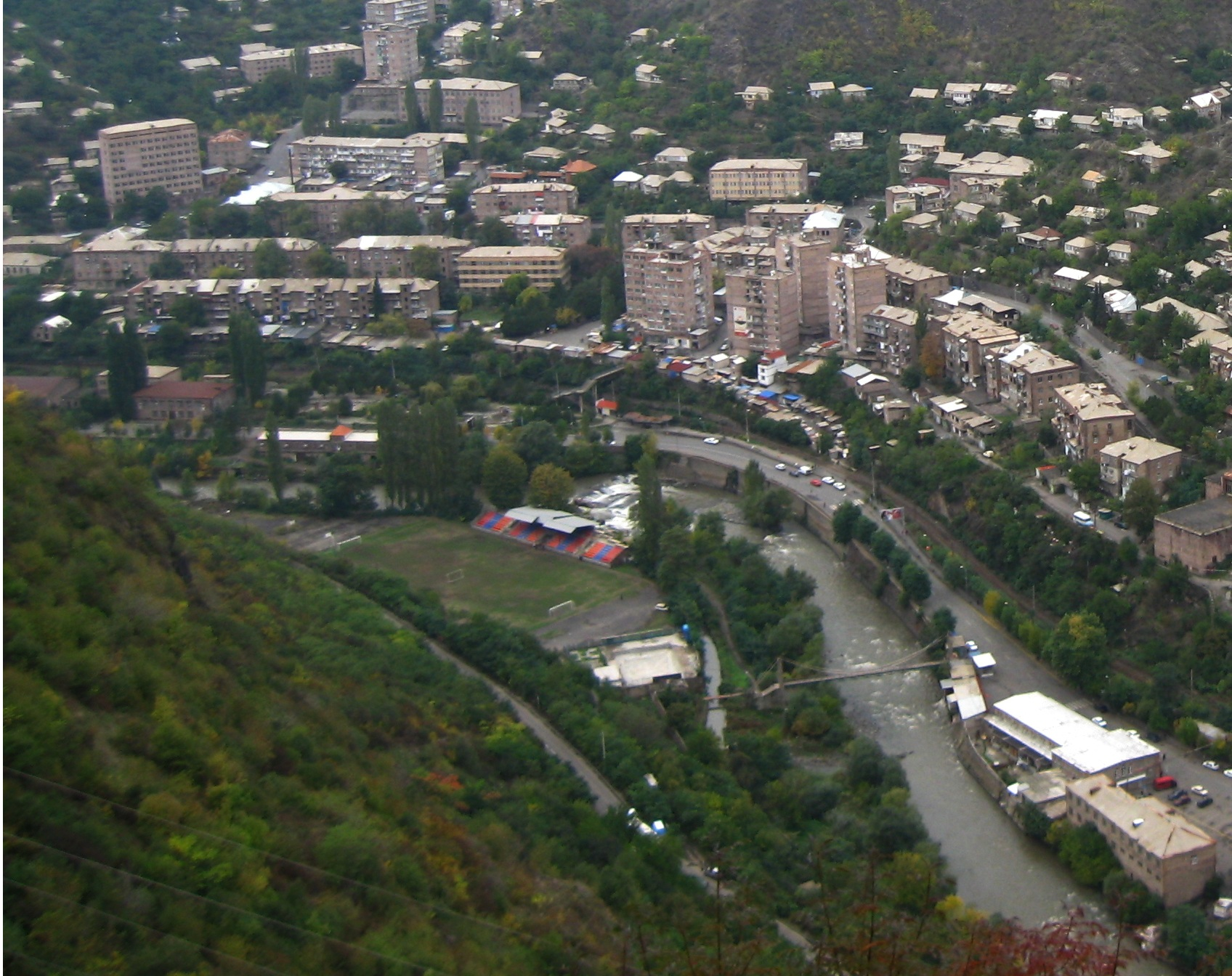
موقعیت ورزشگاه متالورگ نزدیکی رود دبد
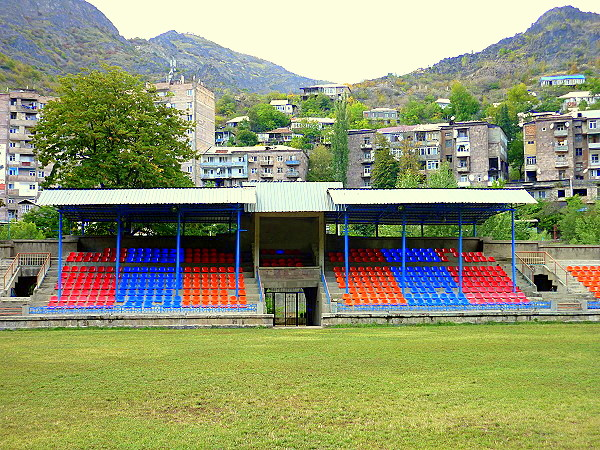
جایگاه اصلی